# Jonas Fahlenius
Jonas Fahlenius, född 30 oktober 1674 i Falun, död 11 oktober 1748, var en svensk filosof, teolog och biskop av Åbo stift.

## Biografi
Jonas Fahlenius var son till prästen och läraren Nicolaus Haquini och hans hustru Brita Fahlberg. Efter grundläggande utbildning vid Falu Trivialskola inskrevs han 16695d Uppsala universitet, där han 1707 blev magister, samt 1712 adjunkt i teologi. Genom kungligt beslut fick han 1721 professuren i logik och metafysik vid Kungliga Akademien i Åbo där han sedermera avancerade till teologie doktor 1732. Den 18 mars 1734 utnämndes han till biskop av Åbo stift, men begärde avsked 1746 efter ett slaganfall han drabbades av året innan.
Av Fahlenius litterära produktion finns endast en disputation och tre likpredikningar tryckta, vilket kan bero på att Åbo akademi drabbades hårt av Karl XII:s krig. Han tillhörde den generation teologer i Åbo som var påverkade av pietismen.
Fahlenius var gift två gånger, men fick endast barn i andra äktenskapet, med Sara Charlotta Teppati, dotter till Carl Teppati och Sidonia Stiernstedt. En av hans döttrar blev mor till Abraham Niclas Edelcrantz.

Fahlenius ligger begravd i Åbo domkyrka tillsammans med sin andra fru och två av deras barn.

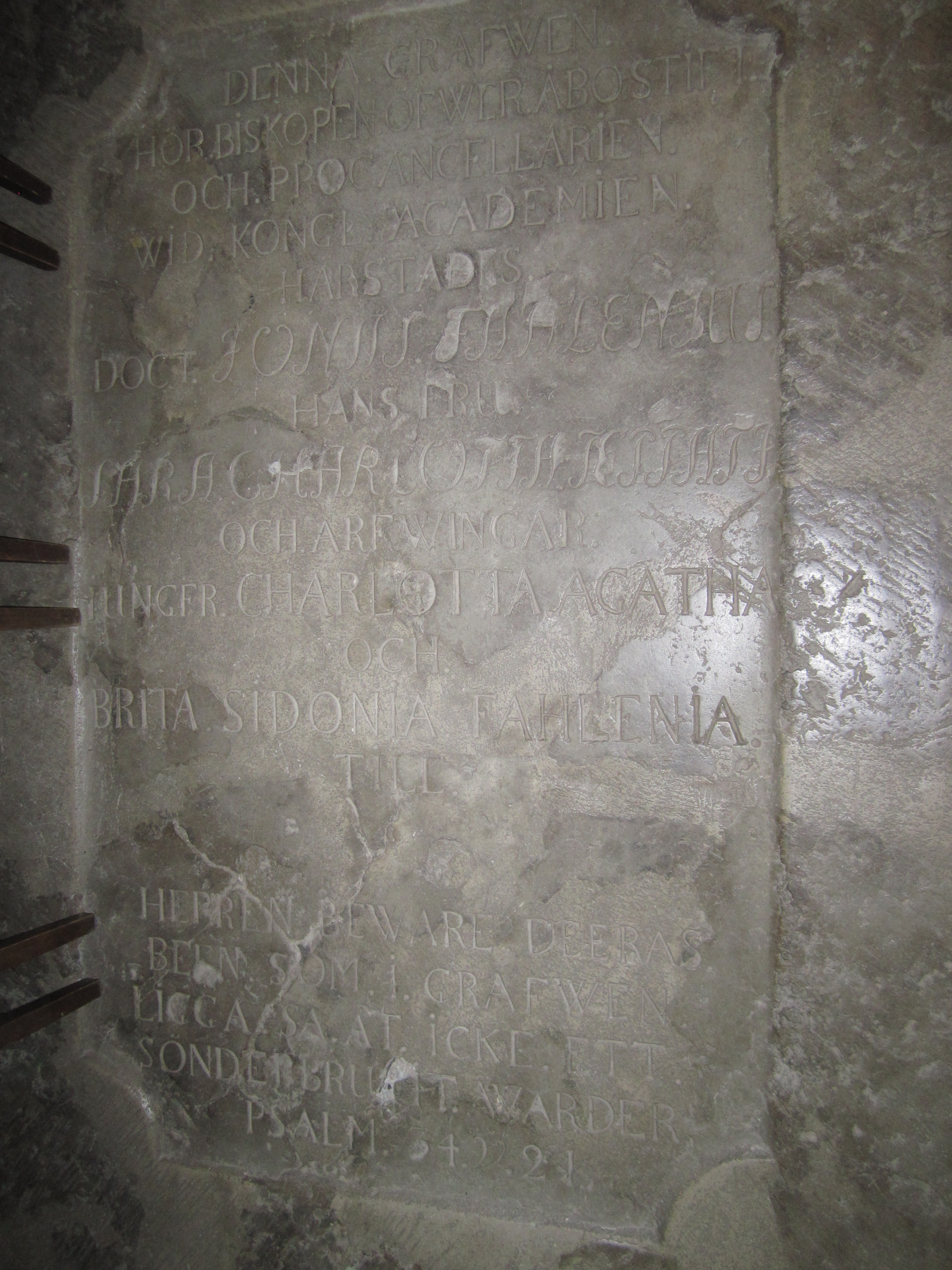
Jonas Fahlenius och Sara Charlotta Teppatis gravsten från Åbo domkyrka.